# 聖タデウス修道院
聖タデウス修道院（せいタデウスしゅうどういん、アルメニア語: Սուրբ Թադէոսի վանք、ペルシア語: کلیسای تادئوس مقدس）とは、「黒の教会」（アゼルバイジャン語: قره کیلسه / Qara Kilsə、ペルシア語: قره کلیسا）とも呼ばれる古代アルメニア人の修道院である。イラン北西部・西アーザルバーイジャーン州の町マクの西方20キロメートルに位置する。1997年に、UNESCOの世界遺産暫定リストに登録され、2008年の第32回世界遺産委員会において、「イランのアルメニア人修道院建造物群」を構成する1つとして、世界遺産に登録された。また、毎年のイランのアルメニア人、アルメニアに住むイラン系アルメニア人およびアルメニア使徒教会の信者によるこの修道院への巡礼は2020年にユネスコの無形文化遺産に登録された。

## 概要
聖タデウス修道院は、2本の尖塔のあるタンブール（円柱）によって特徴付けられる重厚な印象を与える修道院である。修道院には、複数の聖堂が存在する。3つは、東側を流れる小川のほとりの丘の上にあり、もう1つは、修道院から南に3キロメートルほど離れた、バスタムへといたる道路上にあり、もう1つは、Ghara-Kilse村の協会として、現在も機能している。
十二使徒の一人である聖タダイ（タデウスとも呼ばれる）は、福音を広めているさなかに殉教した。タダイはアルメニア使徒教会によって崇敬されてきた（他のほとんどの教派においてもタダイは崇敬されている）。伝説では、聖タデウス修道院の創建は68年に遡るとされる。
1319年、この地域において大地震が起こったため、1329年に再建された。とはいえ、聖餐台の周りには10世紀からの遺構も残っている。
現在残る修道院の多くがガージャール朝時代の王子アッバース・ミールザーが19世紀初頭に修復を行ったものである。19世紀の修復作業においては、砂岩を切り刻むことにより実施された。黒の教会の名前の由来は、最初期の建築に用いられた石の色が黒色だったことから、トルコ語で黒の教会を意味する「Kara Kilise」から来ている。

## 世界遺産登録基準
この世界遺産は世界遺産登録基準のうち、以下の条件を満たし、登録された（以下の基準は世界遺産センター公表の登録基準からの翻訳、引用である）。
- (2) ある期間を通じてまたはある文化圏において、建築、技術、記念碑的芸術、都市計画、景観デザインの発展に関し、人類の価値の重要な交流を示すもの。
- (3) 現存するまたは消滅した文化的伝統または文明の、唯一のまたは少なくとも稀な証拠。
- (6) 顕著で普遍的な意義を有する出来事、現存する伝統、思想、信仰または芸術的、文学的作品と直接にまたは明白に関連するもの（この基準は他の基準と組み合わせて用いるのが望ましいと世界遺産委員会は考えている）。

## ギャラリー

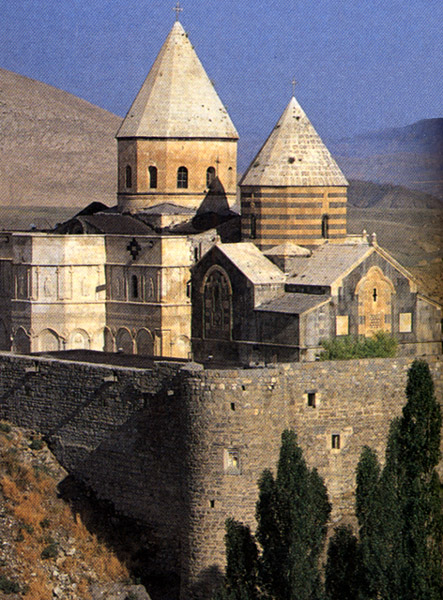
An excellent view of the compound
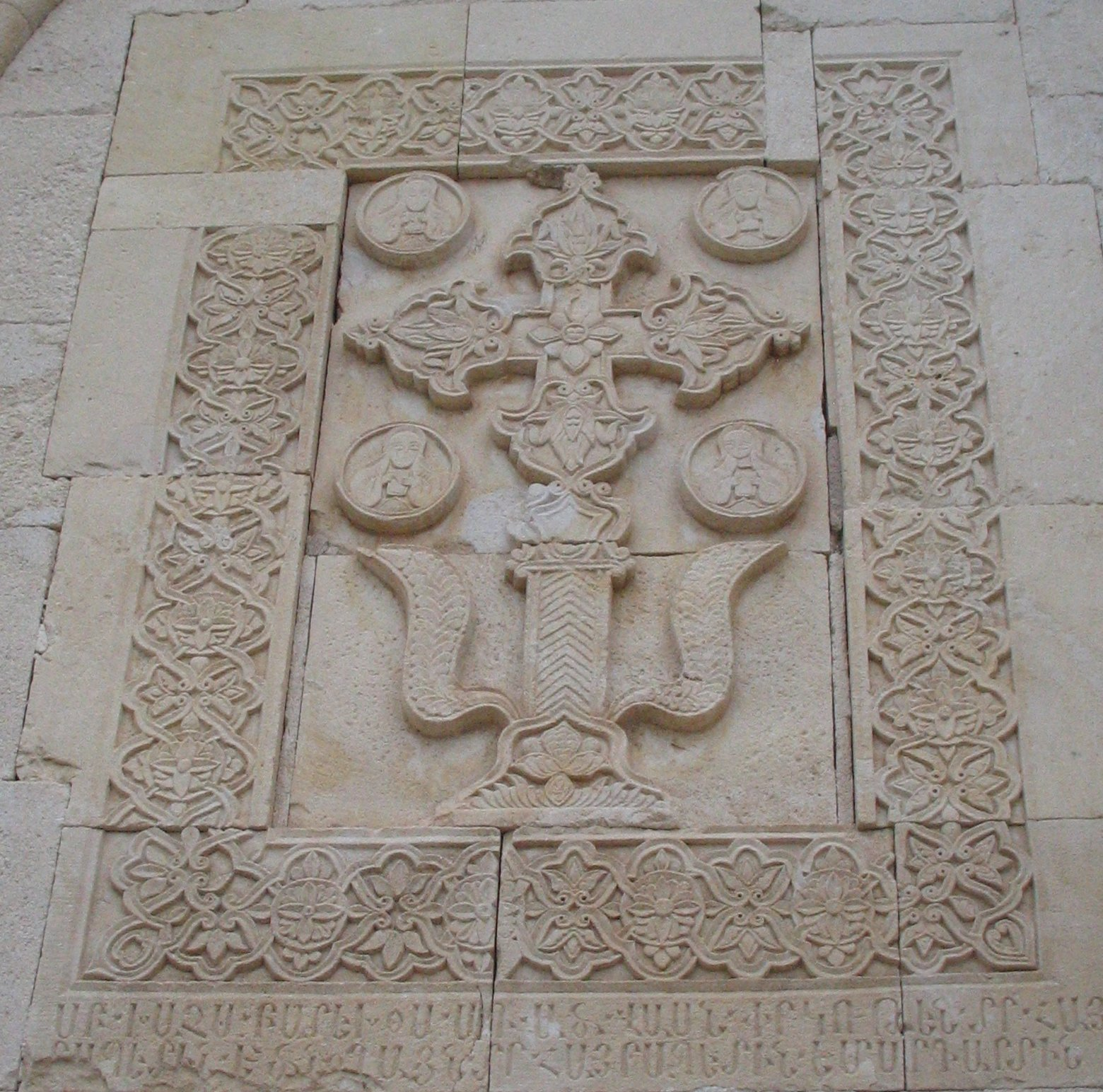
Details of craftsmanship
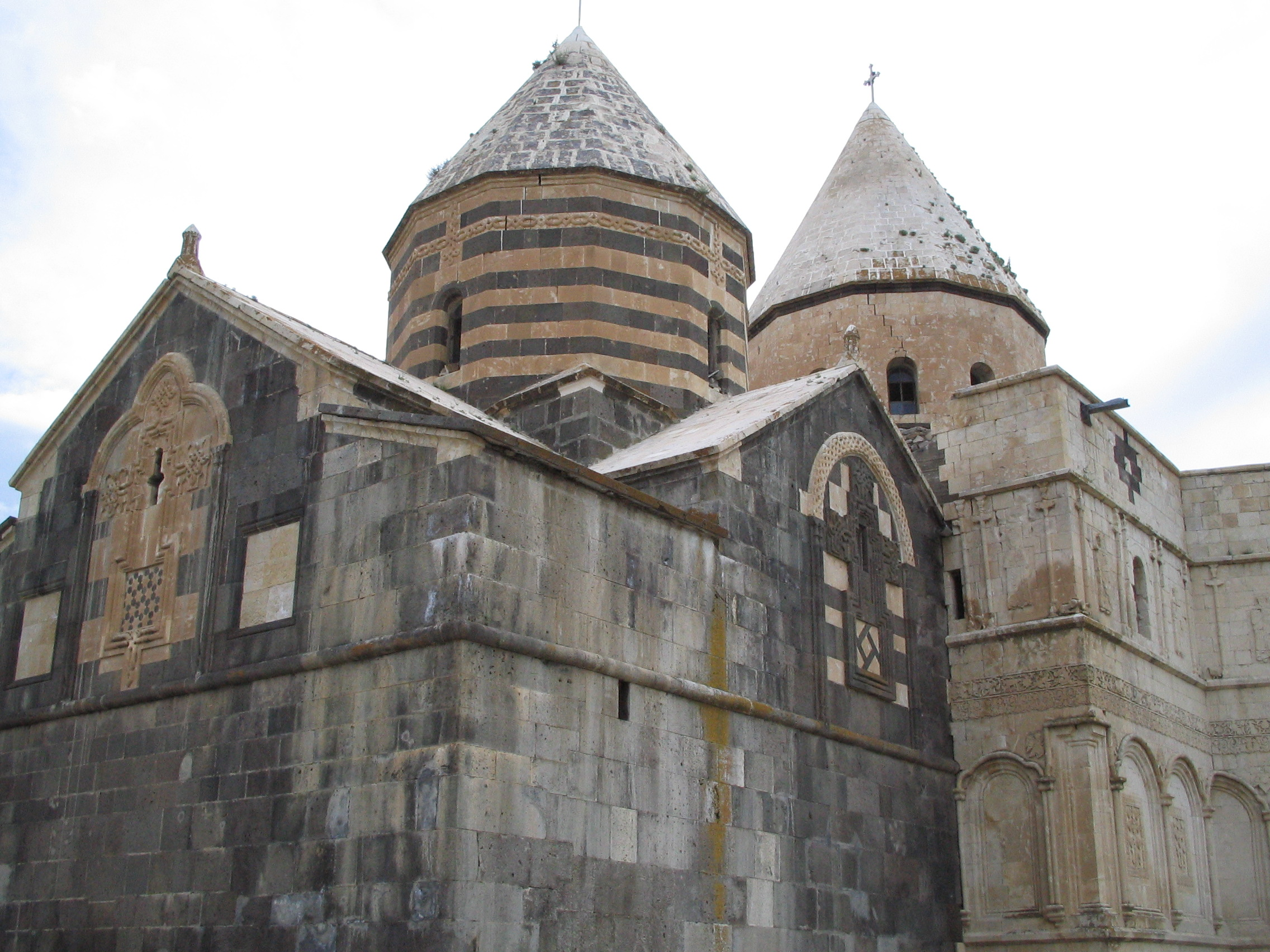
View of masonry
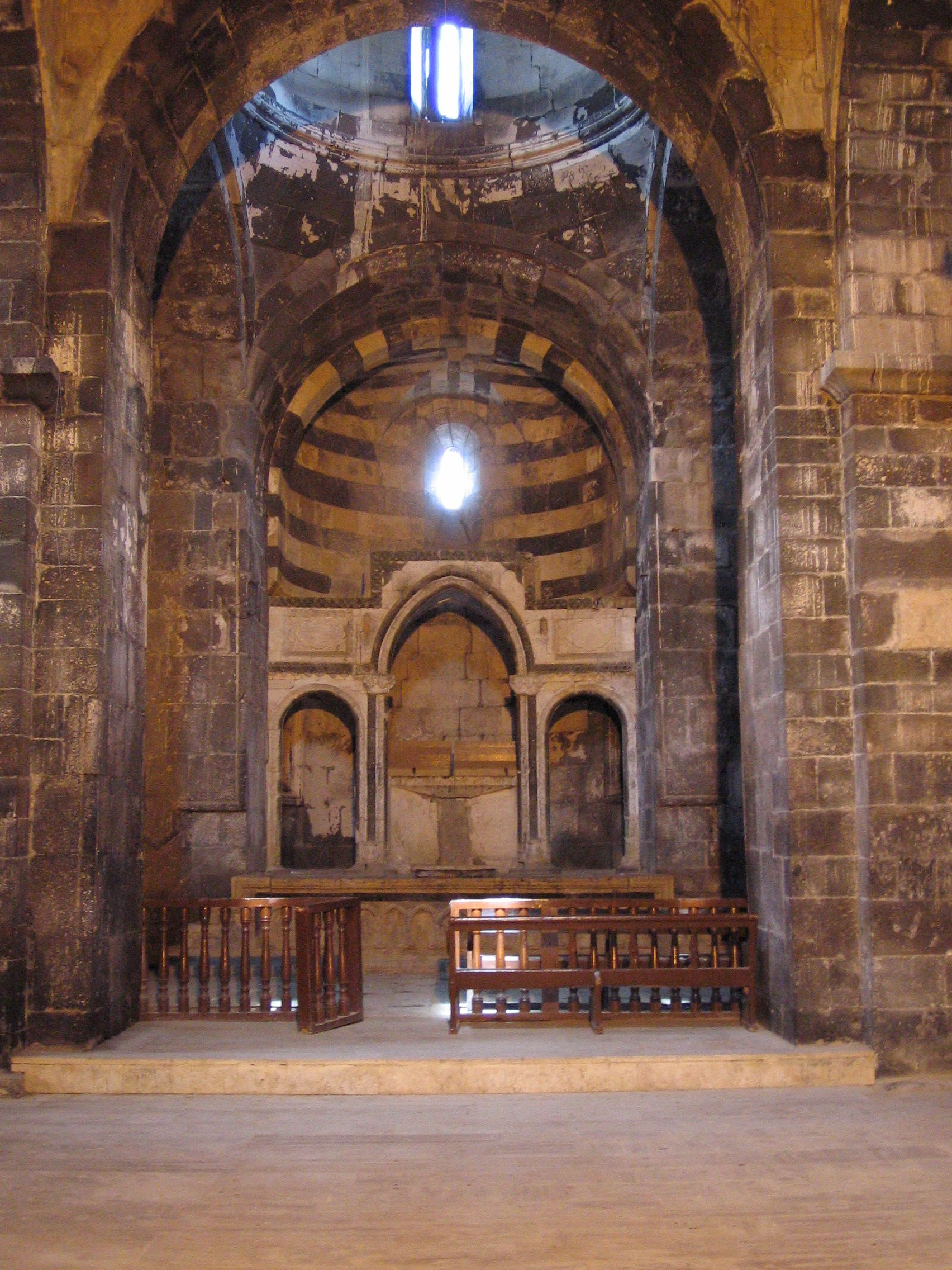
Interior view